# 安迪·哈里德雷
安德魯·"安迪"·哈里德雷（英語：Andrew "Andy" Halliday；1991年10月11日—）是一位蘇格蘭足球運動員。在場上的位置是中場。現效力於蘇超球隊赫斯。2015年1月，他在足總杯賽事上為布拉德福德進球。

## 外部連結
- 足球数据库：安迪·哈里德雷的球员统计数据